# Erik Durm
Erik Durm, né le 12 mai 1992 à Pirmasens, est un footballeur allemand. Il évolue au poste de défenseur latéral gauche à l'Eintracht Francfort.
Il a fait partie de l'équipe d'Allemagne qui a remporté la Coupe du monde de football 2014.

## Biographie

### Formation
Erik Durm commence sa formation au SG Rieschweiler. Il évolue alors en tant qu'attaquant.

### Carrière en club

#### FC Sarrebruck (2008-2010)
En 2008, il rejoint le club du 1. FC Sarrebruck et s'illustre notamment lors de la saison 2009-2010, en étant le meilleur buteur du championnat des jeunes avec 13 buts. 

#### FSV Mayence (2010-2012)
En 2010, il s'engage avec le FSV Mayence 05. Avec cette équipe il joue notamment en Regionalliga (4e division). Lors de l'été 2012, son club lui propose un contrat professionnel de 4 ans, sans toutefois lui donner la certitude de jouer avec l'équipe première. 

#### Borussia Dortmund (2013-2018)
Erik Durm se tourne alors vers le Borussia Dortmund, qui l’accueille avec à la clé un contrat de 5 ans,. Il joue tout d'abord avec l'équipe réserve en 3. Liga (D3) pendant toute la saison 2012-2013. Lors de la saison 2013-2014, il est promu en équipe première et fait ses débuts en Bundesliga au mois d'août 2013. Bien que formé ailier gauche, il est repositionné au poste de latéral gauche afin de pallier les blessures de certains cadres, notamment Marcel Schmelzer. Le 1er octobre 2013, il fait ses débuts en Ligue des champions lors d'une victoire 3-0 contre l'Olympique de Marseille. Lors de sa première saison en équipe première, il dispute 19 matchs de Bundesliga et 7 matchs de Ligue des champions. Ces performances lui valent d'être retenu à l'issue de sa première saison professionnelle, en équipe d'Allemagne pour la coupe du monde 2014.
Les saisons qui suivent sont cependant moins brillantes: freiné par de nombreuses blessures et soumis à forte concurrence, il n'entre que rarement dans les plans des entraîneurs qui se succèdent au club . Son temps de jeu se réduit et lors de la saison 2017-2018, il ne dispute tout simplement aucun match. 

#### Huddersfield Town (depuis 2018)
Le 13 juillet 2018, il signe à Huddersfield Town qui joue en Premier League.

#### Eintracht Francfort
Le 3 juillet 2019, Erik Durm rentre en Allemagne. En fin de contrat avec Huddersfield, il s'engage avec l'Eintracht Francfort pour un contrat courant jusqu'en 2023.

### En sélection nationale

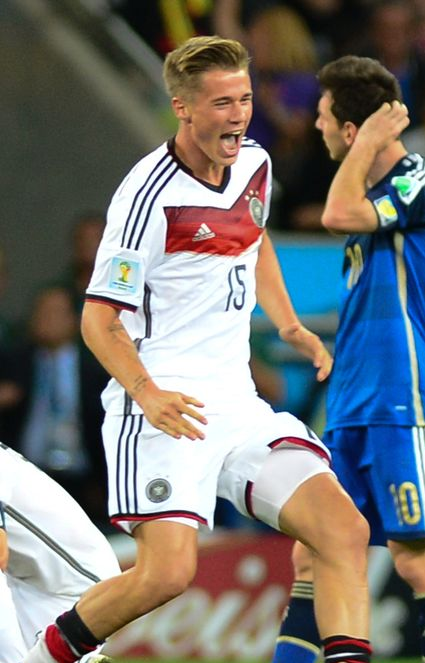
Durm lorsque l'Allemagne remporte la finale de la coupe du monde 2014.

Erik Durm a fait partie des sélections nationales de jeunes avant d'étrenner sa première cape chez les A, contre le Cameroun, le 1er mai 2014. Alors qu'il n'a qu'une seule sélection et qu'il n'a disputé que 19 matchs professionnels jusqu'à maintenant, il est choisi par Joachim Löw pour faire partie de l'équipe d'Allemagne qui va disputer la Coupe du monde de football de 2014. 
Si l'Allemagne remporte la Coupe du monde 2014, Durm ne dispute aucun match lors de la compétition.

## Palmarès
En club :
 Borussia Dortmund :
- Vainqueur de la Coupe d'Allemagne en 2017
- Vainqueur de la Supercoupe d'Allemagne en 2013 et 2014
- Finaliste de la Ligue des Champions 2013
- Finaliste de la coupe d'Allemagne en 2014, 2015, 2016
- Vice-champion d'Allemagne en 2013, 2014 et 2016

En sélection :
 Allemagne :
- Vainqueur de la Coupe du monde en 2014.

## Statistiques
| Saison                | Club                  | Championnat           | Championnat | Championnat | Coupe nationale | Coupe nationale | Coupe de la Ligue | Coupe de la Ligue | Supercoupe | Supercoupe | Compétition(s) continentale(s) | Compétition(s) continentale(s) | Compétition(s) continentale(s) | Total | Total |
| Saison                | Club                  | Division              | M.          | B.          | M.              | B.              | M.                | B.                | M.         | B.         | Comp.                          | M.                             | B.                             | M.    | B.    |
| 2013-2014             | Borussia Dortmund     | Bundesliga            | 19          | 0           | 3               | 0               | -                 | -                 | -          | -          | C1                             | 7                              | 0                              | 29    | 0     |
| 2014-2015             | Borussia Dortmund     | Bundesliga            | 18          | 1           | 5               | 0               | -                 | -                 | -          | -          | C1                             | 4                              | 0                              | 27    | 1     |
| 2015-2016             | Borussia Dortmund     | Bundesliga            | 14          | 1           | 3               | 0               | -                 | -                 | -          | -          | C3                             | 3                              | 0                              | 20    | 1     |
| 2016-2017             | Borussia Dortmund     | Bundesliga            | 13          | 0           | 3               | 0               | -                 | -                 | -          | -          | C1                             | 4                              | 0                              | 20    | 0     |
| 2017-2018             | Borussia Dortmund     | Bundesliga            | -           | -           | -               | -               | -                 | -                 | -          | -          | C1+C3                          | -                              | -                              | 0     | 0     |
| Sous-total            | Sous-total            | Sous-total            | 64          | 2           | 14              | 0               | 0                 | 0                 | 0          | 0          | -                              | 18                             | 0                              | 96    | 2     |
| 2018-2019             | Huddersfield Town     | Premier League        | 28          | 0           | 1               | 0               | 1                 | 0                 | -          | -          | -                              | -                              | -                              | 30    | 0     |
| Sous-total            | Sous-total            | Sous-total            | 28          | 0           | 1               | 0               | 1                 | 0                 | -          | -          | -                              | -                              | -                              | 30    | 0     |
| 2019-2020             | Eintracht Francfort   | Bundesliga            | 9           | 0           | 2               | 0               | -                 | -                 | -          | -          | C3                             | 4                              | 0                              | 15    | 0     |
| 2020-2021             | Eintracht Francfort   | Bundesliga            | 21          | 1           | 1               | 0               | -                 | -                 | -          | -          | -                              | -                              | -                              | 22    | 1     |
| 2021-2022             | Eintracht Francfort   | Bundesliga            | 7           | 0           | -               | -               | -                 | -                 | -          | -          | C3                             | 2                              | 0                              | 9     | 0     |
| Sous-total            | Sous-total            | Sous-total            | 37          | 1           | 3               | 0               | 0                 | 0                 | 0          | 0          | -                              | 6                              | 0                              | 46    | 1     |
| 2022-2023             | FC Kaiserslautern     | 2.Bundesliga          | 27          | 0           | 1               | 0               | -                 | -                 | -          | -          | -                              | -                              | -                              | 28    | 0     |
| 2023-2024             | FC Kaiserslautern     | 2.Bundesliga          | 4           | 0           | 1               | 0               | -                 | -                 | -          | -          | -                              | -                              | -                              | 5     | 0     |
| Sous-total            | Sous-total            | Sous-total            | 31          | 0           | 2               | 0               | 0                 | 0                 | 0          | 0          | -                              | 0                              | 0                              | 33    | 0     |
| Total sur la carrière | Total sur la carrière | Total sur la carrière | 160         | 3           | 20              | 0               | 1                 | 0                 | -          | -          | -                              | 24                             | 0                              | 205   | 3     |